# ایستر (فیلم)
ایستر (انگلیسی: The Ister) یک فیلم مستند محصول سال ۲۰۰۴ به کارگردانی دیوید باریسون و دنیل راس است. این فیلم بر اساس آثار فیلسوف مارتین هایدگر، به ویژه سخنرانی‌های او در سال ۱۹۴۲ با عنوان شعر «ایستر» هولدرلین، که دربارهٔ شعری است به نام «ایستر» از شاعر آلمانی فردریش هولدرلین. این فیلم در سال ۲۰۰۴ در جشنواره بین‌المللی فیلم روتردام به نمایش درآمد.

## منبع فیلم
ایستر از یک دوره سخنرانی که در سال ۱۹۴۲ توسط مارتین هایدگر ایراد شده، الهام گرفته شده است، و در سال ۱۹۴۸ با عنوان شعر «ایستر» هولدرلین منتشر شد. سخنرانی‌های هایدگر به شعری از شاعر آلمانی فردریش هولدرلین دربارهٔ رود دانوب مربوط می‌شود.
فیلم ایستر در امتداد رود دانوب به سمت سرچشمه رو حرکت می‌کند، درحالی‌که چندین مصاحبه‌شونده دربارهٔ هایدگر، هولدرلین و فلسفه بحث می‌کنند. این فیلم همچنین به موضوعات دیگری نیز می‌پردازد، از جمله: زمان، شعر، تکنولوژی، خانه، جنگ، سیاست، اسطوره، نازیسم، هولوکاست، پولیس یونان باستان، سوفوکل، آنتیگونه، اگنس برناوئر، ادموند هوسرل، نبرد ووکوار در سال ۱۹۹۱ و بمباران یوگسلاوی توسط ناتو.

## مصاحبه‌شوندگان
ایستر دارای مصاحبه‌هایی با فیلسوفان فرانسوی برنارد استیگلر، ژان‌لوک نانسی و فیلیپ لاکو لابارت و همچنین هانس-یورگن زیبربرگ کارگردان فیلم آلمانی است. مصاحبه‌های دیگری نیز با یک مهندس سازه (نمانیا کالیچ)، یک گیاه‌شناس آماتور (توبیاس مایر) و یک باستان‌شناس رومانیایی (الکساندر سوکوئانو) انجام شده است.
یک مصاحبه نیز با فیلسوف ورنر هاماخر در دی‌وی‌دی فیلم گنجانده شده است.

## مکان‌ها در فیلم
این فیلم به سمت بالای رودخانه سفر می‌کند: از دلتای دانوب، که به دریای سیاه در رومانی باز می‌شود، تا سرچشمه رودخانه در جنگل سیاه جنوب آلمان. در طول مسیر از سایت باستان‌شناسی هیستریا، از طریق نووی ساد در صربستان، ووکوار در کرواسی، بوداپست، دونافولدوار، و دونااوی‌واروش در مجارستان، وین و اردوگاه کار اجباری ماوتهاوزن در اتریش عبور می‌کند. همچنین از کنار معبد والهالا در نزدیکی رگنسبورگ، بفرایونگسهال در کلهایم، مقبره اگنس برناوئر، و قلعه زیگمارینگن که مارشال پتن در سال ۱۹۴۵ به آن‌جا گریخت.
مکان‌هایی از زندگی خود هایدگر که در این فیلم به چشم می‌خورد عبارتند از زادگاه او در مسکیرش، کلبه‌اش در توتنابرگ، و سالن سخنرانی در دانشگاه فرایبورگ.
در نهایت فیلم به دوناشینگن و به برگ ریور و بریگاخ می‌رسد، دو شاخه‌ای که محل تلاقی آن‌ها نقطه‌ای است که رودخانه به نام دانوب شناخته می‌شود. سپس فیلم به سمت بالادست در امتداد برگ، از کنار فورنباخ و فورت‌وانگن می‌گذرد و در جستجوی سرچشمه کوهستانی «واقعی» دانوب حرکت می‌کند.

## ساختار
ایستر به پنج فصل، به اضافه یک مقدمه و یک پایان تقسیم شده است:
- پیش‌درآمد. اسطوره پرومتئوس یا تولد تکنیک: برنارد استیگلر از اسطوره پرومتئوس می‌گوید.
- فصل ۱. حالا بیا آتش!: که در این فصل فیلسوف برنارد استیگلر تکنولوژی و زمان را به هم پیوند می‌دهد و مخاطب را از دهانه دانوب به شهر ووکوار در کرواسی راهنمایی می‌کند.
- فصل ۲. اینجا خواهیم ساخت: در این فصل فیلسوف ژان لوک نانسی مسئله سیاست را مطرح می‌کند و مخاطب را از راه جمهوری مجارستان راهنمایی و همراهی می‌کند.
- فصل ۳. وقتی محاکمه تمام شد: در این فصل فیلسوف فیلیپ لاکو-لابارت مخاطب را از تکنوپولیس وین به اعماق اردوگاه کار اجباری در ماوتهاوزن هدایت می‌کند و با تحریک‌آمیزترین اظهارات هایدگر در مورد فناوری روبه‌رو می‌شود.
- فصل ۴. سنگ نیاز به برش دارد: در این فصل فیلسوف برنارد استیگلر بازمی‌گردد تا درحالی‌که از ماوتهاوزن به تالار آزادی در آلمان می‌رسیم، مخاطب را عمیق‌تر، به مسائل فانی و تاریخی راهنمایی کند.
- فصل ۵. آن رودخانه چه می‌کند، هیچ‌کس نمی‌داند: در این فصل هنرمند و کارگردان آلمانی هانس یورگن سیبربرگ مخاطب را از طریق دانوب بالا، به سرچشمه رودخانه و فراتر از آن راهنمایی می‌کند.
- پایان. هایدگر هولدرلین را می‌خواند: هایدگر سرود هولدرلین «ایستر» را می‌خواند.

## موسیقی متن
سه گزیده از آثار کلاسیک در این فیلم به چشم می‌خورد:
- آنتون بروکنر، سمفونی شماره ۴ بروکنر در می بمل ماژور، موومان اول.
- ریچارد واگنر، «راهپیمایی تشییع جنازه زیگفرید» از گوتردامرونگ، قانون ۳.
- فرانتس شوبرت، بداهه شوبرت.

## اولین نمایش و جوایز
ایستر برای اولین بار در جشنواره بین‌المللی فیلم روتردام در ۲۳ ژانویه ۲۰۰۴ به نمایش درآمد. برنده دو جایزه شده است:
- جایزه گروه ملی سینماهای د رچرش (GNCR) در جشنواره بین‌المللی مستند مارسی (اوت ۲۰۰۴).
- جایزه انجمن منتقدان فیلم کبک در جشنواره دو نوو سینما در مونترال (اکتبر ۲۰۰۴).

علاوه بر این، رابرت کوهلر، منتقد فیلم برای ورایتی، ایستر را به‌عنوان دومین فیلم برتر اکران‌شده در سینماهای ایالات متحده در سال ۲۰۰۶ فهرست کرد.

## بازخورد
این فیلم بر اساس ۸ نقد در راتن تومیتوز، با میانگین امتیاز ۷٬۱/۱۰، دارای ۸۸ درصد محبوبیت است. در متاکریتیک نیز بر اساس ۶ نقد، امتیاز ۷۵ از ۱۰۰ را به خود اختصاص داده است.